# گافلای
گافلای (به لاتین: Gaflei) یک زیستگاه انسانی در لیختن‌اشتاین است که در تریزنبرگ واقع شده‌است.

## خصوصیات
گافلای ۸۶۵ متر بالاتر از سطح دریا واقع شده‌است.